# روبرت ليتل
روبرت ليتل (بالإنجليزية: Robert Little)‏ هو مهندس معماري أمريكي، ولد في 1919، وتوفي في 2005.